# コナー・キーズ
コナー・キーズ（Conor Keys、1996年7月9日 - ）は、メジャーリーグラグビー、ニューイングランド・フリージャックスに所属するラグビー選手。

## プロフィール
- カナダ・オンタリオ州スティッツビル出身[1]。
- ポジションはロック(LO)。
- 身長 198cm、体重 118kg
- カナダ代表キャップは18（2021年2月現在）でワールドカップ2019のカナダ代表に選ばれた[2]。

## 略歴
ザ・ロック、ロザラム・ティタンズを経て、2020年、ラグビーATLに加入。 
2022年、ニューイングランド・フリージャックスに加入。 